# العراق في الألعاب البارالمبية الصيفية 2024
يتنافس العراق في دورة الألعاب البارالمبية الصيفية 2024 في باريس، فرنسا، من 28 أغسطس إلى 8 سبتمبر 2024.

## قائمة الميداليات
| ميدالية | اسم                                        | رياضة                   | حدث                 | تاريخ    |
| ------- | ------------------------------------------ | ----------------------- | ------------------- | -------- |
| ذهبية   | نجلة عماد                                  | تنس الطاولة             | الصف السادس للسيدات | 7 سبتمبر |
| فضية    | زين العابدين المدخلي عمار علي حيدر العكيلي | مبارزة الكراسي المتحركة | فريق السيف للرجال   | 7 سبتمبر |
| برونزية | جراح نصار                                  | ألعاب القوى             | رمي الثقل للرجال    | 1 سبتمبر |
| برونزية | رسول كاظم                                  | رفع الأثقال             | رجال 80كغ           | 6 سبتمبر |
| برونزية | ولدان النخيلاوي                            | ألعاب القوى             | رمي الرمح للرجال    | 7 سبتمبر |

| الميداليات حسب الرياضة  | الميداليات حسب الرياضة | الميداليات حسب الرياضة | الميداليات حسب الرياضة | الميداليات حسب الرياضة |
| ----------------------- | ---------------------- | ---------------------- | ---------------------- | ---------------------- |
| رياضة                   | الأول                  | الثاني                 | الثالث                 | المجموع                |
| تنس الطاولة             | 1                      | 0                      | 0                      | 1                      |
| مبارزة الكراسي المتحركة | 0                      | 1                      | 0                      | 1                      |
| ألعاب القوى             | 0                      | 0                      | 2                      | 2                      |
| رفع الأثقال             | 0                      | 0                      | 1                      | 1                      |
| المجموع                 | 1                      | 1                      | 3                      | 5                      |

| جنس     | الأول | الثاني | الثالث | المجموع |
| أنثى    | 1     | 0      | 0      | 1       |
| ذكر     | 0     | 1      | 3      | 4       |
| مختلط   | 0     | 0      | 0      | 0       |
| المجموع | 1     | 1      | 3      | 5       |

| الميداليات حسب التاريخ | الميداليات حسب التاريخ | الميداليات حسب التاريخ | الميداليات حسب التاريخ | الميداليات حسب التاريخ | الميداليات حسب التاريخ |
| ---------------------- | ---------------------- | ---------------------- | ---------------------- | ---------------------- | ---------------------- |
| تاريخ                  | الأول                  | الثاني                 | الثالث                 | المجموع                |                        |
| 1 سبتمبر               | 0                      | 0                      | 1                      | 1                      |                        |
| 6 سبتمبر               | 0                      | 0                      | 1                      | 1                      |                        |
| 7 سبتمبر               | 1                      | 1                      | 1                      | 3                      |                        |
| المجموع                | 1                      | 1                      | 3                      | 5                      |                        |

## المتنافسون
وفيما يلي قائمة بأعداد المتنافسين في الألعاب.
| رياضة                   | رجال | سيدات | المجموع |
| ----------------------- | ---- | ----- | ------- |
| نبالة                   | 1    | 1     | 2       |
| ألعاب القوى             | 5    | 1     | 6       |
| جودو                    | 1    | 0     | 1       |
| رفع الأثقال             | 3    | 0     | 3       |
| رماية                   | 0    | 1     | 1       |
| سباحة                   | 1    | 0     | 1       |
| تنس الطاولة             | 0    | 1     | 1       |
| تايكوندو                | 1    | 0     | 1       |
| مبارزة الكراسي المتحركة | 3    | 0     | 3       |
| تنس الكراسي المتحركة    | 1    | 0     | 1       |
| المجموع                 | 16   | 4     | 20      |

## نبالة
شارك العراق بلاعبين اثنين في الألعاب بفضل نتيجته في بطولة العالم للنبالة لذوي الاحتياجات الخاصة 2023 في بلزن، جمهورية التشيك.
| رياضي                 | حدث                              | جولة التصنيف | جولة التصنيف | دور الـ 32                             | دور الـ 16                       | ربع نهائي   | نصف نهائي   | نهائي       | نهائي    |
| رياضي                 | حدث                              | نتيجة        | بذرة         | نتيجة الخصم                            | نتيجة الخصم                      | نتيجة الخصم | نتيجة الخصم | نتيجة الخصم | مركز     |
| --------------------- | -------------------------------- | ------------ | ------------ | -------------------------------------- | -------------------------------- | ----------- | ----------- | ----------- | -------- |
| عباس كاظم             | النبالة الفردية المفتوحة للرجال  | 694          | 9            | تييري جوسوم (فرنسا) · W 141-140        | فان مونتاجو (بلجيكا) · L 141-143 | لم يتأهل    | لم يتأهل    | لم يتأهل    | لم يتأهل |
| سارة الحميد           | النبالة الفردية المفتوحة للسيدات | 669          | 16           | تيودورا فيريلي (إندونيسيا) · L 127-129 | لم يتأهل                         | لم يتأهل    | لم يتأهل    | لم يتأهل    | لم يتأهل |
| عباس كاظم سارة الحميد | الفرق المختلطة المفتوحة          |              |              | —                                      | إندونيسيا · L 149-150            | لم يتأهل    | لم يتأهل    | لم يتأهل    | لم يتأهل |

## ألعاب القوى
حقق لاعبو ألعاب القوى العراقيون مراكزهم المخصصة للأحداث التالية بناءً على نتائجهم في بطولة العالم 2023، أو بطولة العالم 2024 أو من خلال تخصيص الأداء العالي، طالما أنهم يستوفون معيار الدخول الأدنى (MES).
أحداث المضمار والطريق
| رياضي       | حدث               | التصفيات | التصفيات | نصف نهائي | نصف نهائي | نهائي | نهائي |
| رياضي       | حدث               | نتيجة    | مركز     | نتيجة     | مركز      | نتيجة | مركز  |
| ----------- | ----------------- | -------- | -------- | --------- | --------- | ----- | ----- |
| علي الركابي | رجال 100 متر T38  | —        | —        | —         | —         | 11.48 | 8     |
| علي الركابي | رجال 400 متر T38  | —        | —        | —         | —         | 50.34 | 4     |
| محمد عياده  | رجال 400 متر T11  | 51.98    | 2 Q      | 52.04     | 2 Q       | 51.25 | 4     |
| فاطمة سويد  | سيدات 100 متر T35 | —        | —        | —         | —         | 14.82 | 4     |
| فاطمة سويد  | سيدات 200 متر T35 | —        | —        | —         | —         | 31.06 | 4     |

الأحداث الميدانية
| رياضي           | حدث                | مؤهل  | مؤهل | نهائي | نهائي  |
| رياضي           | حدث                | مسافة | موضع | مسافة | موضع   |
| --------------- | ------------------ | ----- | ---- | ----- | ------ |
| جراح نصار       | رمي الجلة رجال F40 | —     | —    | 11.03 | الثالث |
| حسين الخفاجي    | رمي الرمح رجال F34 | —     | —    | 34.53 | 5      |
| ولدان النخيلاوي | رمي الرمح رجال F41 | —     | —    | 40.46 | الثالث |

## الجودو
| رياضي      | حدث   | دور الـ 16                    | ربع نهائي   | نصف نهائي   | إعادة الجولة الأولى             | إعادة الجولة الثانية | نهائي/ BM   | نهائي/ BM |
| رياضي      | حدث   | نتيجة الخصم                   | نتيجة الخصم | نتيجة الخصم | نتيجة الخصم                     | نتيجة الخصم          | نتيجة الخصم | مركز      |
| ---------- | ----- | ----------------------------- | ----------- | ----------- | ------------------------------- | -------------------- | ----------- | --------- |
| طه الجبوري | 90 كغ | سيريل جونارد (فرنسا) · L 0-10 | لم يتأهل    | لم يتأهل    | أوليج كريتول (مولدوفا) · L 0-10 | لم يتأهل             | لم يتأهل    | 9         |

## رفع الأثقال
| رقم | رياضي         | حدث          | محاولة (كغ) | محاولة (كغ) | محاولة (كغ) | نتيجة (كغ) | مركز   |
| رقم | رياضي         | حدث          | 1           | 2           | 3           | نتيجة (كغ) | مركز   |
| --- | ------------- | ------------ | ----------- | ----------- | ----------- | ---------- | ------ |
| 1   | مسلم السوداني | رجال 54 كغ   | 178         | 182         | 182         | 178        | 4      |
| 2   | رسول كاظم     | رجال 80 كغ   | 215         | 223         | 226         | 215        | الثالث |
| 4   | فارس سعدون    | رجال 107+ كغ |             |             |             |            |        |

## الرماية
سيدات
| رياضي       | Event                | مؤهل  | مؤهل | نهائي    | نهائي    |
| رياضي       | Event                | نتيجة | مركز | نتيجة    | مركز     |
| ----------- | -------------------- | ----- | ---- | -------- | -------- |
| شهد اللهيبي | مسدس هواء 10 متر SH1 | 549   | 11   | لم تتأهل | لم تتأهل |

## السباحة
رجال
| رياضي        | حدث                 | تصفيات | تصفيات | نهائي    | نهائي    |
| رياضي        | حدث                 | وقت    | مركز   | وقت      | مركز     |
| ------------ | ------------------- | ------ | ------ | -------- | -------- |
| قاسم الخفاجي | 50متر فراشة S6      | مستبعد | مستبعد | لم يتأهل | لم يتأهل |
| قاسم الخفاجي | 100متر سباحة حرة S6 |        |        |          |          |

## تنس الطاولة
العراق يحصل على مقعد فردي واحد في دورة الألعاب البارالمبية. تأهلت نجلة عماد إلى باريس 2024 بفضل نتائجها بالميدالية الذهبية في الفئة السادسة، في دورة الألعاب الآسيوية البارالمبية 2022 في هانغتشو.
| رياضي     | حدث                      | مرحلة المجموعات | مرحلة المجموعات | مرحلة المجموعات | مرحلة المجموعات | ربع نهائي                  | نصف نهائي                                                 | نهائي / BM                           | نهائي / BM |
| رياضي     | حدث                      | نتيجة الخصم     | نتيجة الخصم     | نتيجة الخصم     | مركز            | نتيجة الخصم                | نتيجة الخصم                                               | نتيجة الخصم                          | مركز       |
| --------- | ------------------------ | --------------- | --------------- | --------------- | --------------- | -------------------------- | --------------------------------------------------------- | ------------------------------------ | ---------- |
| نجلة عماد | فردي سيدات الفئة السادسة | —               | —               | —               | —               | مورغن كايو (فرنسا) · W 3-0 | مالياك ألييفا ‏ (الرياضيون البارالمبيون المحايدين) · W 3-1 | مارينا ليتوفشينكو (أوكرانيا) · W 3-1 | الأول      |

## التايكوندو
| رياضي     | حدث         | الجولة الأولى                         | ربع نهائي   | نصف نهائي   | الإعادة 1   | الإعادة 2   | نهائي / BM  | نهائي / BM |
| رياضي     | حدث         | نتيجة الخصم                           | نتيجة الخصم | نتيجة الخصم | نتيجة الخصم | نتيجة الخصم | نتيجة الخصم | مركز       |
| --------- | ----------- | ------------------------------------- | ----------- | ----------- | ----------- | ----------- | ----------- | ---------- |
| أحمد شيخة | رجال 80+ كغ | نيشان أوميرالي (كازاخستان) · L TKO-11 | لم يتأهل    | لم يتأهل    | لم يتأهل    | لم يتأهل    | لم يتأهل    | لم يتأهل   |

## مبارزة الكراسي المتحركة
| رياضي                                      | حدث          | دور الـ 32                         | دور الـ 16                                    | ربع نهائي                           | نصف نهائي                 | الإعادة 1                                | الإعادة 2                                     | الإعادة 3   | الإعادة 4   | نهائي / BM      | نهائي / BM |
| رياضي                                      | حدث          | نتيجة الخصم                        | نتيجة الخصم                                   | نتيجة الخصم                         | نتيجة الخصم               | نتيجة الخصم                              | نتيجة الخصم                                   | نتيجة الخصم | نتيجة الخصم | نتيجة الخصم     | مركز       |
| ------------------------------------------ | ------------ | ---------------------------------- | --------------------------------------------- | ----------------------------------- | ------------------------- | ---------------------------------------- | --------------------------------------------- | ----------- | ----------- | --------------- | ---------- |
| زين العابدين المدخلي                       | رقاقة أ رجال | —                                  | داميان توكاتليان (فرنسا) · L 4-15             | لم يتأهل                            | لم يتأهل                  | داريوس بيندر (بولندا) · L 2-15           | لم يتأهل                                      | لم يتأهل    | لم يتأهل    | لم يتأهل        | 13         |
| زين العابدين المدخلي                       | السيف أ رجال | —                                  | أوليفر لام واتسون (بريطانيا العظمى) · L 14-15 | لم يتأهل                            | لم يتأهل                  | أندري ديمتشوك (أوكرانيا) · W 15-14       | تيان جيان تشيوان (الصين) · L 10-15            | لم يتأهل    | لم يتأهل    | لم يتأهل        | 10         |
| حيدر العكيلي                               | رقاقة أ رجال | كيفن داماسينو (البرازيل) · L 12-15 | لم يتأهل                                      | لم يتأهل                            | لم يتأهل                  | لم يتأهل                                 | لم يتأهل                                      | لم يتأهل    | لم يتأهل    | لم يتأهل        | 17         |
| حيدر العكيلي                               | السيف أ رجال | —                                  | تيان جيان تشيوان (الصين) · L 12-15            | لم يتأهل                            | لم يتأهل                  | وليام شونوفر (الولايات المتحدة) · W 15-6 | أوليفر لام واتسون (بريطانيا العظمى) · L 12-15 | لم يتأهل    | لم يتأهل    | لم يتأهل        | 11         |
| علي عمار                                   | السيف ب رجال | —                                  | أوليج نومينكو (أوكرانيا) · W 15-8             | فيسيت كينجماناو (تايلاند) · L 13-15 | لم يتأهل                  | —                                        | أنطون داتسكو (أوكرانيا) · L 14-15             | لم يتأهل    | لم يتأهل    | لم يتأهل        | 10         |
| علي عمار                                   | رقاقة ب رجال | —                                  | هو داوليانغ (الصين) · L 4-15                  | لم يتأهل                            | لم يتأهل                  | لم يتأهل                                 | ميشيل ماسا (إيطاليا) · L 3-15                 | لم يتأهل    | لم يتأهل    | لم يتأهل        | 10         |
| حيدر العكيلي زين العابدين المدخلي علي عمار | فريق الرقائق | إندونيسيا · L لم يبدأ-0            | لم يبدأ                                       | لم يتأهل                            | لم يتأهل                  | لم يتأهل                                 | لم يتأهل                                      | لم يتأهل    | لم يتأهل    | لم يتأهل        |            |
| حيدر العكيلي زين العابدين المدخلي علي عمار | فريق السيف   | —                                  | —                                             | البرازيل · W 45-14                  | بريطانيا العظمى · W 45-39 | —                                        | —                                             | —           | —           | الصين · L 36-45 | الثاني     |

## تنس الكراسي المتحركة
| رياضي          | حدث         | دور الـ 64  | دور الـ 32  | دور الـ 16  | ربع نهائي   | نصف نهائي   | نهائي / BM  | نهائي / BM |
| رياضي          | حدث         | نتيجة الخصم | نتيجة الخصم | نتيجة الخصم | نتيجة الخصم | نتيجة الخصم | نتيجة الخصم | مركز       |
| -------------- | ----------- | ----------- | ----------- | ----------- | ----------- | ----------- | ----------- | ---------- |
| حسين حامد حبال | فردي الرجال |             | لم يتأهل    | لم يتأهل    | لم يتأهل    | لم يتأهل    | لم يتأهل    | لم يتأهل   |